# Liste der Monuments historiques in Lacanche (Côte-d’Or)
Die Liste der Monuments historiques in Lacanche führt die Monuments historiques in der französischen Gemeinde Lacanche auf.

## Liste der Immobilien
| Bezeichnung       | Beschreibung                                                       | Standort               | Kennzeichnung | Schutzstatus   | Datum     | Bild           |
| ----------------- | ------------------------------------------------------------------ | ---------------------- | ------------- | -------------- | --------- | -------------- |
| Kirche St-Etienne | zwischen 1840 und 1844 erbaut; mit Ausmalung und Buntglasfenstern  | Rue de l’Eglise (Lage) | PA00112771    | Inscrit Classé | 1991 1994 | weitere Bilder |
| Maison Coste      | um 1850 erbaut; eklektizistische Ausstattung aus den 1860er Jahren | 1 Grande Rue (Lage)    | PA21000026    | Inscrit        | 2002      | weitere Bilder |

## Liste der Objekte
| Bezeichnung                        | Beschreibung                                                       | Standort                        | Kennzeichnung | Schutzstatus | Datum | Bild |
| ---------------------------------- | ------------------------------------------------------------------ | ------------------------------- | ------------- | ------------ | ----- | ---- |
| Grabstein für Jeanne-Josèphe Gros  | Gusseisen, bezeichnet 1845                                         | auf dem Friedhof (Lage)         | PM21006046    | Inscrit      | 2021  |      |
| Grabstein für Reine Justine Cretin | Gusseisen, bezeichnet 1875                                         | auf dem Friedhof (Lage)         | PM21006047    | Inscrit      | 2021  |      |
| Relief Kreuzabnahme                | Holz, 17. Jahrhundert                                              | in der Kirche St-Etienne (Lage) | PM21006697    | Classé       | 2022  |      |
| Prozessionsstab Heiliger Eligius   | mit Baldachin und Sockel; Holz, vergoldet, Metall, 19. Jahrhundert | in der Kirche St-Etienne (Lage) | PM21006696    | Classé       | 2022  |      |